# Рей Стюарт (спринтер)
Реймонд Дуглас «Рей» Стюарт (англ. Raymond Douglas «Ray» Stewart; 18 березня 1965) — ямайський легкоатлет, спринтер. Срібний призер літніх Олімпійських ігор.